# Tully Marshall
Tully Marshall (Nevada City, 10 april 1864 — Encino, Californië, 10 maart 1943) was de artiestennaam van William Phillips, een Amerikaans acteur.

## Biografie
Marshall begon op 19-jarige leeftijd met acteren. In 1883 maakte hij carrière in San Francisco en in 1887 debuteerde hij op Broadway. Marshall verhuisde in 1914 naar Hollywood, waar hij begon te acteren in stomme films. In zijn beginjaren werkte hij vooral in dienst van regisseur D.W. Griffith. Na de komst van de geluidsfilm groeide hij uit tot een succesvol bijrolspeler. Hij speelde in talloze films voor verscheidene studio's.
Marshall was van 1899 tot aan zijn overlijden in 1943 getrouwd met scenarioschrijfster Marion Fairfax. Hij overleed op 78-jarige leeftijd aan een hartaanval.

## Selectieve filmografie
| - Intolerance (1916) - Oliver Twist (1916) - Joan the Woman (1917) - A Romance of the Redwoods (1917) - The Devil-Stone (1917) - A Modern Musketeer (1917) - The Things We Love (1918) - The Whispering Chorus (1918) - M'Liss (1918) - Old Wives for New (1918) - Bound in Morocco (1918) - The Squaw Man (1918) - Cheating Cheaters (1919) - The Girl Who Stayed at Home (1919) - The Grim Game (1919) - Hawthorne of the U.S.A. (1919) - Excuse My Dust (1920) - The Dancin' Fool (1920) - Sick Abed (1920) - The Village Blacksmith (1922) - The Beautiful and Damned (1922) - The Covered Wagon (1923) - Fools and Riches (1923) - Broken Hearts of Broadway (1923) - The Hunchback of Notre Dame (1923) - He Who Gets Slapped (1924) - Smouldering Fires (1925) - The Merry Widow (1925) - Torrent (1926) - Her Big Night (1926) - The Cat and the Canary (1927) - Drums of Love (1928) - The Trail of '98 (1928) - Alias Jimmy Valentine (1928) - Queen Kelly (1929) - Redskin (1929) - Thunderbolt (1929) - The Mysterious Dr. Fu Manchu (1929) - The Show of Shows (1929) - Redemption (1930) | - The Big Trail (1930) - Tom Sawyer (1930) - Fighting Caravans (1931) - The Millionaire (1931) - The Unholy Garden (1931) - Broken Lullaby (1932) - The Hatchet Man (1932) - The Beast of the City (1932) - Arsène Lupin (1932) - Scarface (1932) - Grand Hotel (1932) - Night Court (1932) - Two-Fisted Law (1932) - The Hurricane Express (1932) - The Cabin in the Cotton (1932) - Red Dust (1932) - Night of Terror (1933) - Murder on the Blackboard (1934) - Black Fury (1935) - Diamond Jim (1935) - A Tale of Two Cities (1935) - California Straight Ahead! (1937) - Parnell (1937) - Souls at Sea (1937) - Stand-In (1937) - A Yank at Oxford (1938) - Arsène Lupin Returns (1938) - College Swing (1938) - Hold That Kiss (1938) - The Kid from Texas (1939) - Invisible Stripes (1939) - Brigham Young (1940) - Go West (1940) - Chad Hanna (1940) - Sergeant York (1941) - Ball of Fire (1941) - Moontide (1942) - This Gun for Hire (1942) - Ten Gentlemen from West Point (1942) - Hitler's Madman (1943) |

- Bibsys: 6014704
- Bibliothèque nationale de France: cb15504294d (data)
- Gemeinsame Normdatei: 1114425168
- International Standard Name Identifier: 0000 0000 6314 2672
- Library of Congress Control Number: n85376742
- Nationale Bibliotheek van Israël: 987007319692105171
- SNAC: w6rw51cv
- Système universitaire de documentation: 131973878
- Trove: 873835
- Virtual International Authority File: 47068760
- WorldCat: E39PBJbRkM3VQQPFCYHYkmvPwC